# 제22회 세자르상
제22회 세자르상은 1997년 2월 8일에 열린 시상식이다.

## 수상 및 후보

### 작품상
- 리디큘 - 빠트리스 르꽁트 수상
- 도둑들 - 앙드레 테시네

### 감독상
- 리디큘 - 빠트리스 르꽁트 수상
- 도둑들 - 앙드레 테시네

### 남우주연상
- 리디큘 - 샤를스 베르링

### 남우조연상
- 리디큘 - 장 로슈포르
- 리디큘 - 베르나르 지로도

### 신인남우상
- 내가 싸우듯이 - 마티유 아말릭 수상

### 각본상
- 리디큘 - 레미 워터하우스

### 촬영상
- 리디큘 - 티에리 아보가스트

### 편집상
- 리디큘 - 조엘 하크

### 음악상
- 리디큘 - 앙뜨완느 뒤아멜

### 외국어영화상
- 파고 - 에단 코엔, 조엘 코엔

## 같이 보기
- 제69회 아카데미상
- 제50회 영국 아카데미 영화상
- 제9회 유럽 영화상